# Dereń rozłogowy
Dereń rozłogowy (Cornus sericea) – gatunek rośliny z rodziny dereniowatych. Występuje w Ameryce Północnej, od północnego Meksyku aż po Alaskę i Jukon. W Polsce sadzony jako ozdobny krzew. Lokalnie zadomowiony (kenofit) i uważany za gatunek inwazyjny. Zdziczałe populacje stwierdzano w lasach i zaroślach na siedliskach łęgów w Wielkopolsce, ziemi lubuskiej i na Dolnym Śląsku.

## Morfologia

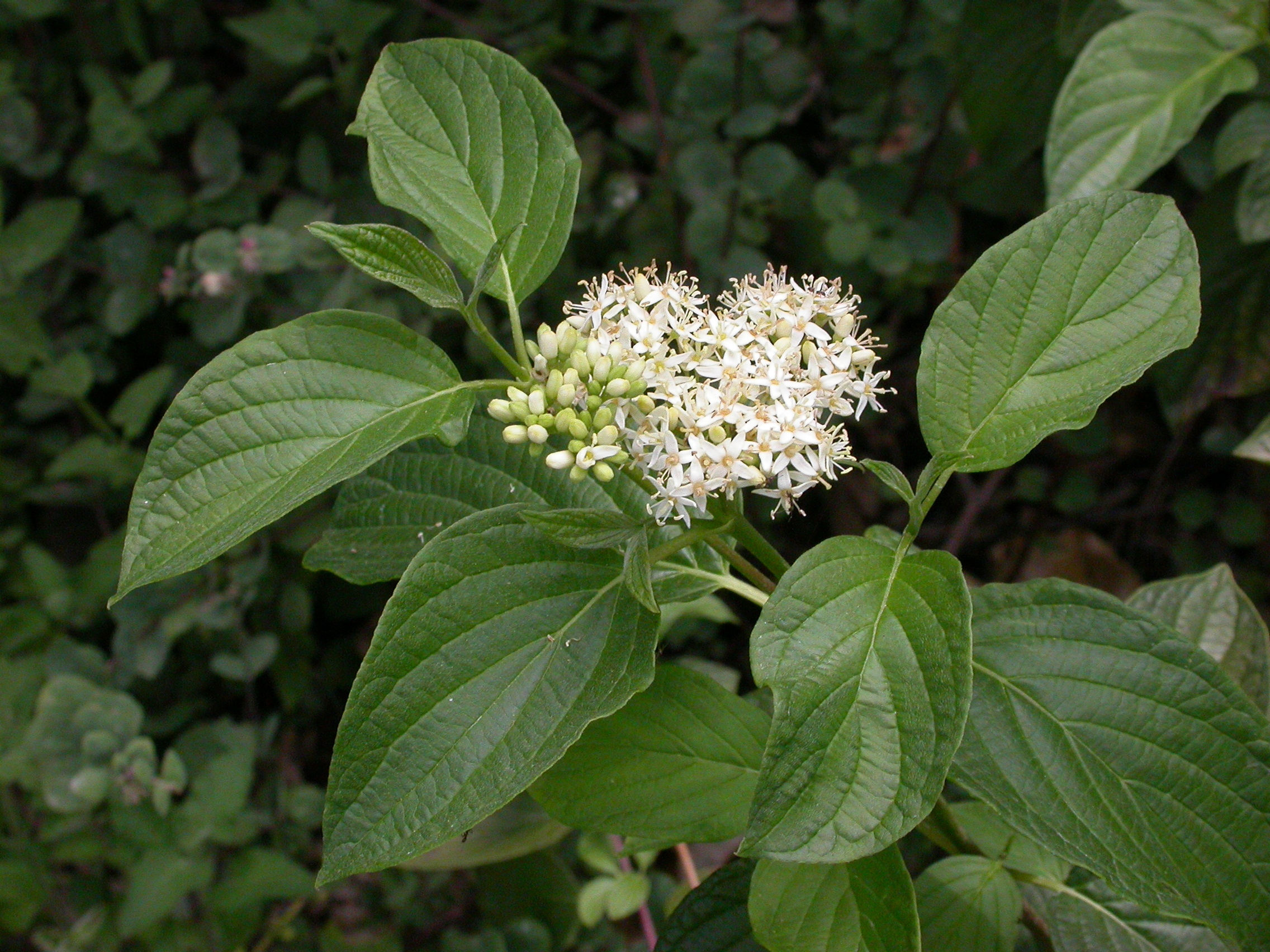
Liście i kwiaty

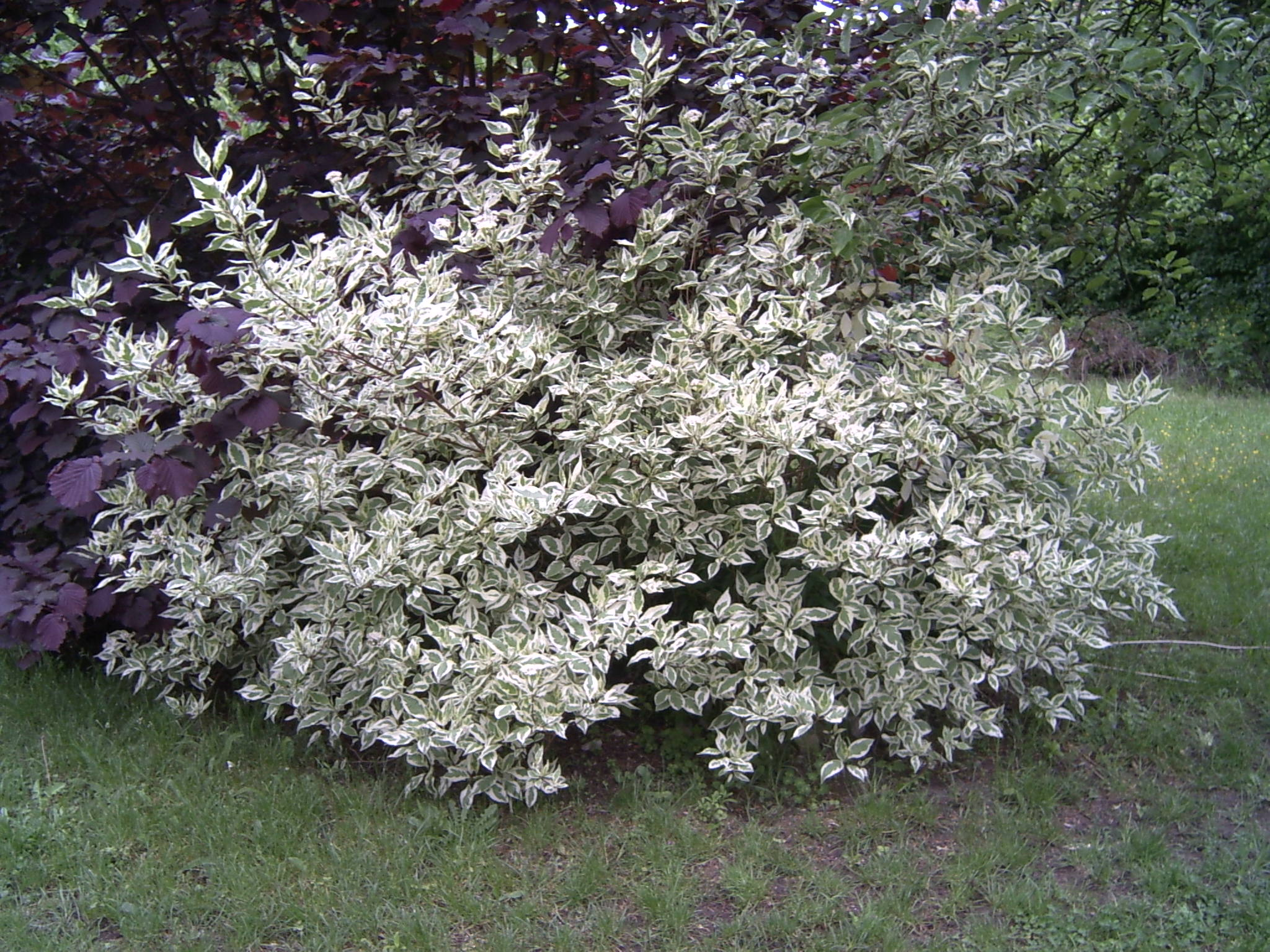
'Silver and Gold'

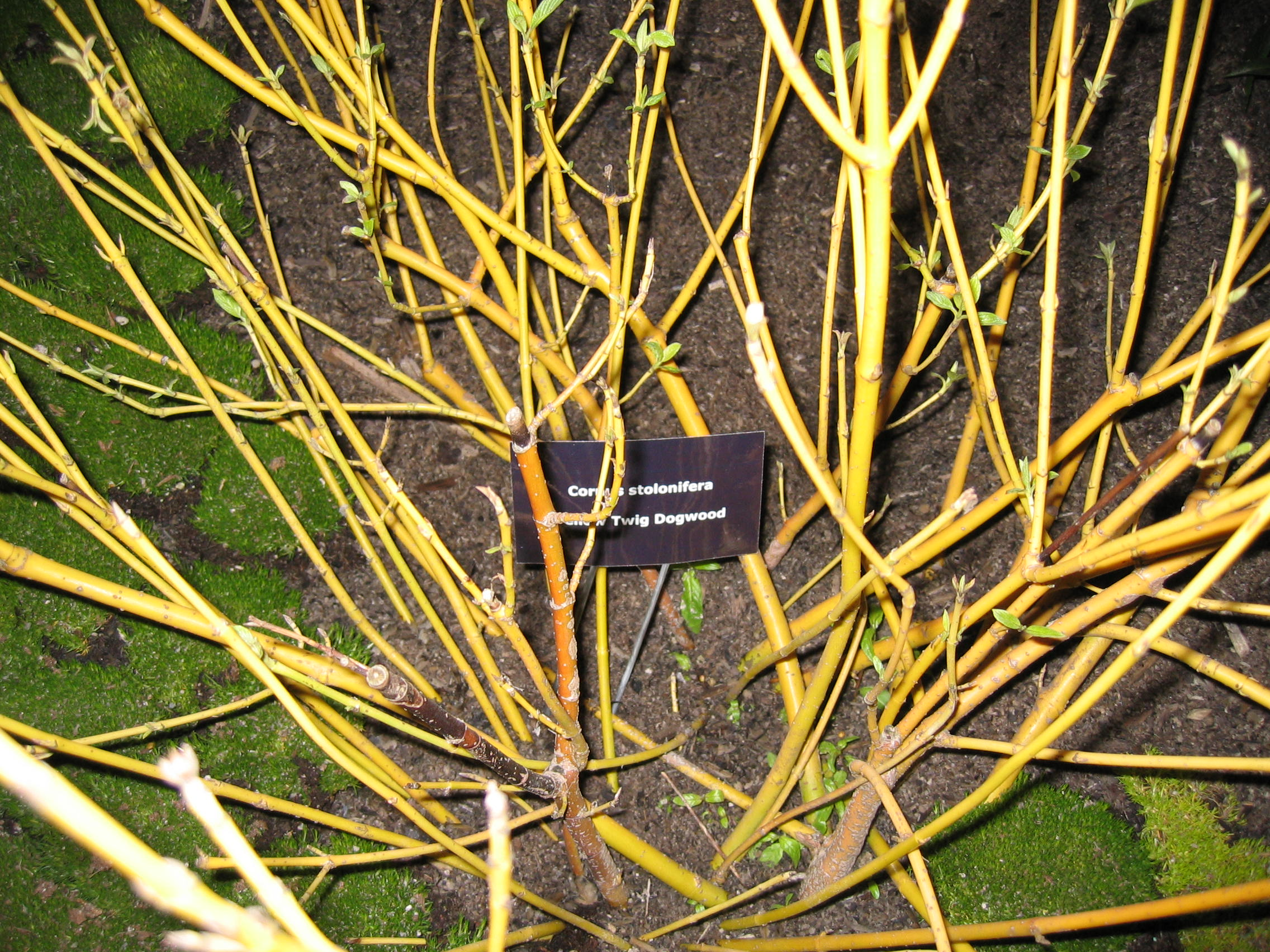
Żółte zimowe pędy

PokrójKrzew wysokości do 2,5 m. o gałązkach jesienią zabarwionych na czerwono. Wyglądem przypomina dereń biały, ale szybciej od niego rozrasta się w duże kępy.
LiścieW kształcie jajowatym są ciemnozielone, od spodniej strony w kolorze sinozielonym.
KwiatZebrany w podbaldachy, matowobiały. Kwitnie w maju oraz w czerwcu.
OwocOwocem jest biały pestkowiec.

## Uprawa
Jest całkowicie wytrzymały na mrozy (strefa klimatyczna 2–0) i mało wymagający w stosunku do gleby. Znosi zanieczyszczenie powietrza i dobrze rośnie w miastach i w okręgach przemysłowych. Najkorzystniej rośnie w pełnym oświetleniu i najefektowniej się przebarwia. W szkółkach rozmnaża się zazwyczaj z nasion lub przez odkłady. Młode rośliny rosną szybko. Oprócz typowej formy uprawiane są kultywary o bardziej ozdobnych pędach i liściach.
Ze względu na inwazyjne właściwości omawianego gatunku zaleca się odstąpienie od jego uprawy na terenach leśnych oraz w pobliżu lasów.

## Kultywary
- ‘Flaviramea’ mająca zimą żółte, bardzo ozdobne pędy
- ‘Kelsey Gold’ o jaskrawych, żółtozielonych liściach
- ‘Silver and Gold’ o dwubarwnych liściach i żółtych zimą pędach